# Serra do Ramalho (Chapada Diamantina)
A Serra do Ramalho é um conjunto de montes que integra a Chapada Diamantina, na região central do estado brasileiro da Bahia
Fica localizada dentro do Parque Nacional, na cidade de Andaraí e em seus morros está a Cachoeira do Ramalho, no curso do rio Baiano, um dos atrativos turísticos do lugar.
Geologicamente a serra faz parte do grupo Bambuí, parte do Supergrupo Espinhaço. O primeiro estudo detalhado da região deu-se em 1974 com a prospecção de fluorita, chumbo e zinco (Projeto Fluorita da Companhia Baiana de Pesquisa Mineral), encontrando nela uma estratigrafia semelhante à de Januária, em Minas Gerais.